# Toyo Setal
Toyo Setal é uma empresa brasileira fundada em 2012, de implantação de empreendimentos industriais, atuando principalmente na modalidade EPC (Engenharia, Suprimentos, Construção e Comissionamento).

## Atuação
- Óleo e Gás[2]
- Química[2]
- Petroquímica[2]
- Mineração[2]
- Siderurgia[2]
- Fertilizantes[2]
- Infraestrutura[2]
- Energia[2]

## Serviços
- Estudos de Viabilidade Técnico-Econômica[3]
- Custo Total de Investimento (TIC)[3]
- Gerenciamento de Empreendimento[3]
- Projeto Conceitual[3]
- Projeto Básico[3]
- Projeto Executivo[3]
- Construção Civil[3]
- Montagem Eletromecânica[3]
- Testes e Pré-comissionamento[3]
- Gerenciamento de Construção[3]
- Assistência ao Comissionamento, à Partida e Pré-operação da Planta[3]
- Treinamento de Pessoal para operação e manutenção[3]

## Organização Societária
A SOG Óleo e Gás sucessora da Setal Construções fez um joint venture com a Toyo Engineering Corporation em 2012 para a criação da TS Participações e Investimentos SA (TSPI).
Com a associação, foram criadas duas empresas: a Toyo Setal Empreendimentos Ltda., dedicada à implantação de complexos industriais terrestres, e a Estaleiros do Brasil Ltda.

## Corrupção

### Associação com doleiro Youssef
O executivo Júlio Camargo foi apontado pelo doleiro Alberto Youssef como o contato da empresa para participação no esquema. Três empresas em nome de Camargo: Treviso, Piemonte e Auguri realizaram depósitos em contas de empresas de fachada usadas pelo doleiro. Elas também teriam sido usadas para esquentar dinheiro, e justificar valores que Youssef aplicava em negócios dos setores imobiliário e hoteleiro. Para as operações, eram utilizados contratos de mútuo, Ao menos 3 destes contratos de mútuo foram apreendidos no escritório da contadora de Youssef, Meire Poza, dois deles, da Auguri e da Piemonte, somaram R$ 1,580 milhão. O outro no valor de R$ 1,850 milhão, foi feito pela Treviso. Camargo foi o primeiro executivo a aderir ao acordo de delação premiada oferecido pelo Ministério Público Federal. Outro executivo ligado ao grupo Toyo Setal, Augusto Ribeiro de Mendonça Neto, fez depósitos em contas de empresas ligadas ao doleiro por meio da Tipuana Participações, que pertencia à PEM Engenharia. Os depósitos da Tipuana somam R$ 7,3 milhões. A PEM Engenharia chegou a ser contratada para atuar na construção da Plataforma P-51 e é uma das empresas que deram origem à Toyo Setal.

### Pagamentos a Jose Dirceu
Júlio Camargo, ex-consultor da Toyo Setal disse em 14 de julho de 2015, que pagou R$ 4 milhões ao ex-ministro José Dirceu. Camargo é réu em um processo de corrupção em duas refinarias da Petrobras. O dinheiro teria saído de uma conta corrente que Julio Camargo dividia com o ex-diretor da Petrobras Renato Duque e o ex-gerente Pedro Barusco para pagamentos de propina.
Trechos do depoimento de Júlio Camargo em 14 de julho de 2015:

Juiz Sérgio Moro: O senhor Renato Duque autorizou o senhor a repassar valores ao senhor José Dirceu?

Júlio Camargo: Sim, autorizou.

Juiz Sérgio Moro: Esse repasse foi relacionado à Petrobras?

Júlio Camargo: Eles tinham uma conta corrente comigo. Renato Duque e Pedro Barusco. E, dessa conta corrente, me foi autorizado a repassar R$ 4 milhões ao doutor José Dirceu, que foi repassado em reais através do senhor Milton Pascowitch. Pelo que eu me lembro. E talvez em uma ocasião através do irmão dele, o Luiz.

### Propina pago como doação oficial
O empreiteiro Augusto Ribeiro Mendonça Neto representante da Toyo Setal, admitiu ter pago parte da propina cobrada por ex-diretores da Petrobras na forma de doação oficial para campanhas eleitorais do Partido dos Trabalhadores (PT).

### Propina na Repar
O executivo detalhou o pagamento de cerca de R$ 60 milhões em propina para Renato Duque entre os anos de 2008 e 2012 para que a Toyo Setal participasse como prestadora de serviço das obras da Petrobras, e reforma da Refinaria Presidente Getúlio Vargas (Repar), em Araucária, cidade da Região Metropolitana de Curitiba. A partir da delação premiada de executivos da Toyo Setal, Augusto Ribeiro Mendonça Neto e Júlio Gerin de Almeida Camargo, o juiz Sergio Moro citou o pagamento de propinas nas obras das refinarias Revap (São José dos Campos - SP), Repar (Paraná), Replan (Paulínia - SP), no complexo petroquímico Comperj (Rio de Janeiro) e no gasoduto Cabiúnas (RJ). De acordo com a delação, foi negociado diretamente com Duque o pagamento R$ 50 milhões ou R$ 60 milhões em propinas, que teriam sido pagas entre 2008 a 2011.

## Demissões
Toyo Setal rompeu contrato com empreiteira que prestava serviços na construção da fábrica de amônia da Petrobras e cortou cerca de 450 operários da obra. Os trabalhadores pertenciam ao quadro da construtora Soares da Costa. 
Segundo o presidente do Sindicato dos Trabalhadores da Indústria de Construção e de Mobiliário de Uberaba, José Lacerda Sobrinho, a Toyo Setal rescindiu o contrato com a empreiteira e reduziu o número de operários em serviço para desacelerar a execução da obra. Lacerda afirma que o cronograma da construção está sendo reajustado porque a Petrobras estaria sem recursos financeiros para dar continuidade ao projeto no momento.